# Combustible criogénico
Los combustibles criogénicos son combustibles que requieren almacenamiento a temperaturas extremadamente bajas para mantenerlos en estado líquido. Estos combustibles se usan en maquinaria para uso en el espacio (por ejemplo, cohetes y satélites) donde no se puede usar combustible común debido a las temperaturas muy bajas y la ausencia de oxígeno que sustente la combustión. Los combustibles criogénicos suelen ser gases licuados como el hidrógeno líquido.
Algunos motores de cohetes usan enfriamiento regenerativo, consistente en hacer circular el combustible criogénico alrededor de las toberas antes de bombearlo a la cámara de combustión. Este método fue inventado por Eugen Sänger en la década de 1940. Todos los motores del cohete Saturno V que enviaron las primeras misiones tripuladas a la Luna utilizaron esta técnica, que todavía se emplea.
En los cohetes el oxígeno líquido no se utiliza como combustible criogénico, sino como oxidante.
El fabricante de aviones ruso Tupolev desarrolló una versión del popular diseño Tu-154 con un sistema de combustible criogénico, denominado Tu-155, que utiliza  gas natural licuado (GNL). Su primer vuelo fue en 1989.

## Funcionamiento
Los propelentes criogénicos se pueden clasificar en dos categorías: 1) inertes y 2) inflamables o combustibles. Ambos tipos aprovechan el gran aumento de volumen que se produce cuando un líquido pasa a la fase gaseosa. La viabilidad de los combustibles criogénicos está asociada con lo que se conoce como un caudal másico alto. Con la regulación, la energía de alta densidad de los combustibles criogénicos se utiliza para producir empuje en cohetes y un consumo controlable de combustible.

### Propelentes inertes
Los propelentes inertes funcionan mediante la potencia mecánica transformada a partir de la producción controlada de gas a partir del líquido criogénico. El aumento controlado de la presión de presión actúa sobre los pistones del motor. El vehículo de aire líquido de Peter Dearman es un ejemplo notable. Algunos combustibles inertes comunes incluyen:
- Nitrógeno líquido
- Aire líquido
- Helio líquido
- Neón líquido

### Propelentes inflamables
Estos combustibles utilizan las propiedades criogénicas del líquido junto con la naturaleza inflamable de la sustancia como fuente de energía. Este tipo de combustible se usa sobre todo en cohetes. Entre los combustibles inflamables más comunes se encuentran los siguientes:
- Hidrógeno líquido
- Gas natural licuado o GNL
- Metano líquido

## Proceso de combustión
Los combustibles criogénicos son más eficientes que la mayoría de propelentes inertes. La maximización de la eficiencia pasa por determinar la proporción óptima de combustible y aire.  En el caso del gas natural licuado, la eficiencia depende en gran parte del número de metano, que es el equivalente en gases del número de octano. El cálculo se basa en el contenido de metano del combustible licuado y cualquier otro gas disuelto, y varía como resultado de las eficiencias experimentales; a veces se añaden  otros hidrocarburos para lograr una combustión óptima.

## Eficiencia de producción
Los procesos de licuación de gas han ido mejorando durante las últimas décadas con la llegada de mejores maquinarias y el control de las pérdidas de calor del sistema. Las técnicas típicas aprovechan que la temperatura del gas desciende drásticamente a medida que disminuye la presión de un gas. Una presurización seguida por una despresurización controlada puede licuar la mayoría de los gases.

### Gas natural licuado
Si bien es rentable licuar el gas natural para su almacenamiento, transporte y uso, aproximadamente del 10 al 15 % del gas se consume durante el proceso. El proceso óptimo contiene cuatro etapas de refrigeración con propano y dos etapas de refrigeración con etileno.

## Ventajas y desventajas
Entre los beneficios del uso de los combustibles criogénicos se pueden citar:
- Son ambientalmente más limpios que la gasolina o los combustibles fósiles. La tasa de de gases de efecto invernadero podría reducirse  entre un 11 y un 20 % utilizando GNL en lugar de gasolina cuando se transportan mercancías.[7]
- Tienen una tasa de flujo de masa más alta que los combustibles fósiles y, por lo tanto, producen más potencia en un motor. Esto significa que, en general, los motores pueden funcionar más tiempo con menos combustible que los motores de gasolina modernos.[8]
- No son contaminantes y por tanto, si se fugan, no suponen ningún riesgo para el medio ambiente. No habrá necesidad de limpiar los desechos peligrosos después de un derrame.[9]

EL uso de combustibles criogénicos conlleva algunos inconvenientes:
- Algunos combustibles criogénicos, como el GNL, son muy inflamables. La ignición de los derrames de combustible podría resultar en una gran explosión.[9]
- Los tanques de almacenamiento criogénico deben poder soportar altas presiones. Los tanques de combustible de alta presión requieren paredes más gruesas y aleaciones más fuertes que hacen que los tanques de los vehículos sean más pesados, lo que reduce el rendimiento.
- A pesar de las tendencias no tóxicas, los combustibles criogénicos son más densos que el aire. Como tales, pueden conducir a la asfixia. Si se fuga, el líquido dará lugar a un gas frío muy denso y, si se inhala, podría ser mortal.[10]